# Brissago
Brissago is een gemeente en plaats in het Zwitserse kanton Ticino en maakt deel uit van het district Locarno. Brissago telt 1870 inwoners.

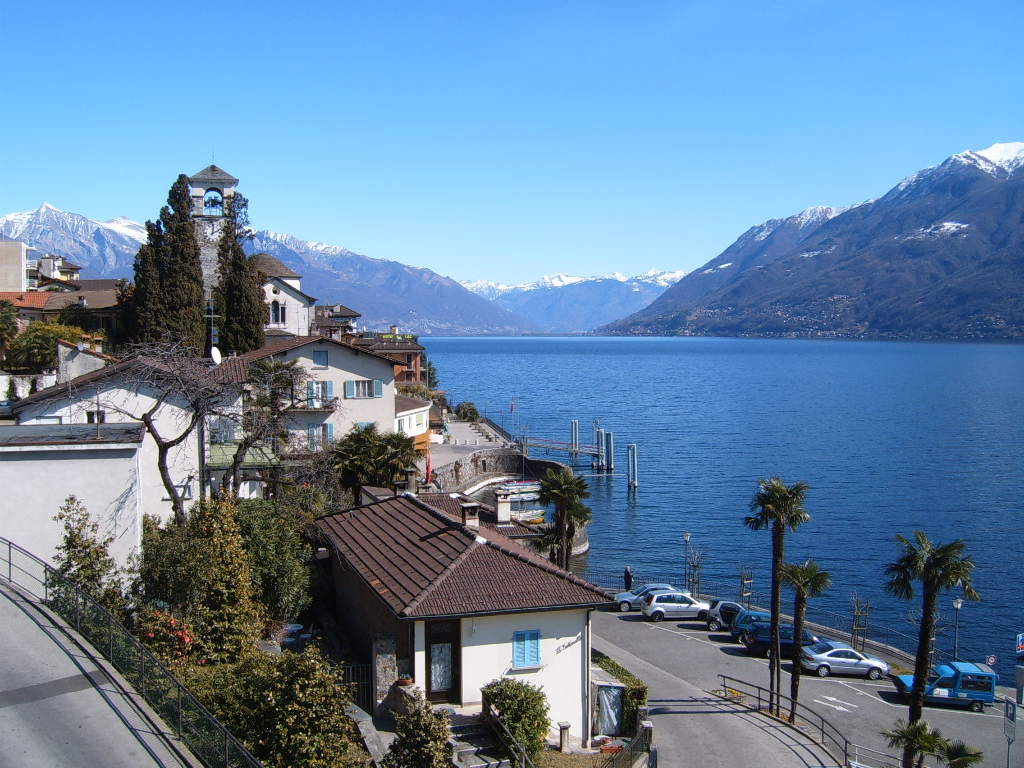
Brissago

## Overleden
- Betty Wehrli-Knobel (1904-1998), journaliste, schrijfster, redactrice, feministe, onderwijzeres